# 21826 Youjiazhong
21826 Youjiazhong este un asteroid din centura principală de asteroizi.

## Descriere
21826 Youjiazhong este un asteroid din centura principală de asteroizi. A fost descoperit pe 2 octombrie 1999 la Socorro, New Mexico, în cadrul proiectului LINEAR. Asteroidul prezintă o orbită caracterizată de o semiaxă mare de 2,26 ua, o excentricitate de 0,16 și o înclinație de 1,8° în raport cu ecliptica.